# Karl Ernst August Schmidt
Karl Ernst August Schmidt (* 9. Januar 1799 in Göttingen; † 4. Mai 1869 in Stettin) war ein deutscher Altphilologe und Gymnasiallehrer.

## Leben
Karl Schmidt erwarb Ostern 1818 das Abitur an der Domschule Halberstadt und studierte anschließend von 1818 bis 1822 an der Universität Halle. Nach dem examen pro facultate docendi 1822 lehrte er am Gymnasium in Prenzlau. Er promovierte 1825 in Greifswald zum Doktor der Philosophie. 1828 wurde er Lehrer am Stettiner Gymnasium.

## Schriften (Auswahl)
- Quaestiones de locis quibusdam Xenophontis, Isocratis, Luciani. Stettin 1831 (Digitalisat).
- Die alten Mundarten der deutschen Sprache in den Gymnasien. Stettin 1842.
- Beiträge zur Geschichte der Grammatik des Griechischen und des Lateinischen. Halle 1859.
- Lateinische Phraseologie. Lateinische Substantiven in ihren Verbindungen. Braunschweig 1864.